# Ikaruga
Ikaruga (яп. 斑鸠) — відеогра жанру shoot 'em up 2001 року, розроблена і видана Treasure. Гра була випущена 2001 році для аркадної системи Sega NAOMI, згодом на Dreamcast в Японії, а потім у всьому світі на GameCube, і на Xbox Live Arcade 9 квітня 2008. 18 січня 2013 гра була портована на Android, 18 лютого 2014 на Microsoft Windows. Ikaruga є духовним послідовником ранішої гри Treasure — Radiant Silvergun.
Геймплей складається зі стрільби по ворогах, які мають, завдяки використовуваній енергії, дві полярності: чорну або білу (червону або синю). Літак гравця може змінювати полярність, отримуючи переваги чи навпаки, вразливість.

## Ігровий процес

Гравець протистоїть ворогам двох різних полярностей (Windows-версія)

### Основи
Гравець керує літаком, що повинен знищувати численних ворогів шляхом стрілянини і уникати їхніх атак. При цьому його літак руйнується від навіть одного влучання, або доторку до ворога. Він, як і вороги, може мати дві полярності: чорну або білу. Полярність визначає вразливість і кількість очок за влучні постріли.
Гра складається з 5-и рівнів. Кожен рівень в кінці оцінюється, відповідно до влучань, набраних очок і витрат життів, за шкалою від C до S++. Є три рівні складності: Легкий, Середній і Важкий. Боси, які зустрічаються в кінці кожного рівня, атакують впродовж певного часу, після чого відступають, якщо не будуть доти знищені.
Ikaruga, хоч і має двовимірний ігровий процес, використовує повністю тривимірні фони і моделі. Орієнтацію екрану можна змінювати з вертикальної на горизонтальну.

### Полярності
Геймплей Ikaruga побудований на взаємодії полярностей. Тільки кулі протилежної полярності можуть знищити літак гравця. Якщо куля влучає в літак, коли він має таку саму полярність, куля поглинається і заряджає спеціальну шкалу. Коли шкала хоч трохи заповнена, її заряд можна використати для пострілу з потужної самонавдної зброї, але рівень заряду визначає кількість і силу самонавідних пострілів. Перемикання полярності літака також змінює колір його куль, які вражають ворогів обох полярностей, але протилежні завдають вдвічі більше ушкоджень. Боси і скупчення звичайних ворогів можуть обстрілювати кулями різної полярності одночасно, тому гра вимагає швидкої реакції та продумування тактики.

### Система «ланцюжків»
Гра має систему «ланцюжків» ворогів, коли три вороги тієї ж полярності руйнуються послідовно. Що більше підряд ворогів знищується таким чином, тим більше очок за це дається, зрештою нагороджуючи гравця додатковими життями для літака.
Максимум зараховується 8 «ланцюжків», що дає до 25600 очок.

## Фабула
Передісторія до гри подається в буклеті, що постачається в комплекті з грою. Між рівнями з'являються текстові повідомлення з думками пілота.
За кілька років до подій гри в невеликій острівній державі Хорай (Horai) було знайдено кристалічний об'єкт, який дав країні величезну силу і допоміг розвинути технології. Лідер нації, Тенро Хорай (Tenro Horai), назвав об'єкт «Силою богів». Незабаром Тенро та його послідовники, які називали себе «Божественними», почали завойовувати сусідні країни одну за одною «в ім'я миру».
Федерація Тенкаку (Tenkaku) виступила проти Хорай. Вона використовувала винищувачі Хіттекай (Hitekkai), але зрештою програла і була майже повністю знищена. Однак, один пілот на ім'я Шинра (Shinra, яп. 森羅) вижив після того, як був збитий.
Він впав в селі під назвою Ікаруґа, населеному літніми людьми, вигнаними Хорай, які витягли Шинру з-під уламків і вилікували його. Шинра пообіцяв перемогти Хорай, і сільські жителі доручили йому винищувач Ікаруґа, розроблений колишнім інженерним генієм Аманаї (Amanai, яп. 天内) і Казаморі (Kazamori, яп. 風 守) за підтримки сільських лідерів. Схований в секретному підземному бункері і запущений за допомогою транспортного пристрою під назвою «Меч Акала», цей винищувач використовував обидві полярності енергії Хорай, і міг перемикатися між ними.
При грі вдвох до Шинри приєднується жінка Каґарі (Kagari, яп. 篝), найманець Хорай, яка зазнала поразки від Шинри і перейшла на його бік, коли той пощадив її. Її корабель, Ґінкей (Ginkei), модифікований жителями Ікаруґи, отримав такі ж можливості, як і літак Шинри.